# Misao Tamai
Misao Tamai (玉井 操, Tamai Misao, né le 6 décembre 1903 à Préfecture de Hyogo au Japon) est un footballeur japonais.